# خوراک‌های قرون وسطی

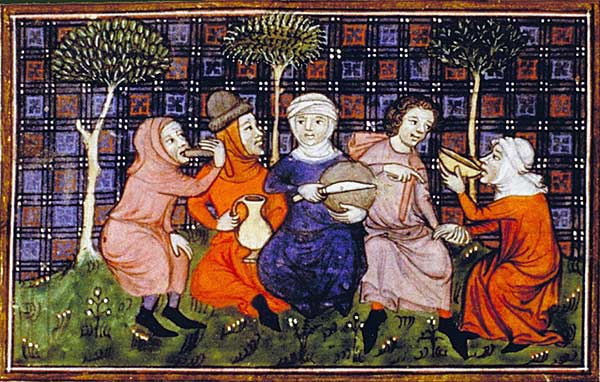
گروهی از رهبان در حال خوردن و نوشیدن

خوراک‌های قرون وسطی (انگلیسی: Medieval cuisine) که شامل غدا، عادات غذایی و شیوه‌های پخت‌وپز در فرهنگ قرون وسطی می‌شود که از قرن ۵ تا ۱۵ میلادی به طول انجامید. در طول این دوره، رژیم غذایی و پخت‌وپز کمتر از آنچه که در دوره مدرن اتفاق افتاد، تغییر کرد. در این دوره غلات همچنان به عنوان مهم و اصلی‌ترین منبع تغذیه مردمان اروپا باقی مانده بود چراکه هنوز برنج در اروپا رواج پیدا نکرده و سیب‌زمینی هم تا قرن ۱۶ میلادی به اروپا نرسیده بود. جو، جو دوسر و چاودار برای فقیران و گندم برای اشراف و ثروتمندان بود. با این حال غذای اصلی غنی و فقیر در این دوره نان بود با این تفاوت که اشراف به میزان بالایی مصرف می‌کردند. همچنین بعضاً فقیران و دهقانان به جای نان از آش جو به عنوان تغذیه اصلی استفاده می‌کردند.
طبقات اشرافی در این دوره علاوه بر نان، از غذای متنوع‌تری در مقایسه با دهقانان استفاده می‌بردند. خوک‌های پرورشی را در داخل جنگل‌ها رها می‌کردند تا غذای خود را به دست بیاورند و پروار شوند، سپس جمع‌آوری و کشتار و دودی و نمک‌سود می‌کردند تا در ماه‌های زمستان استفاده کنند. از آنجایی که طبقات بالا و اشراف علاقه زیادی به کباب داشتند، شکار حیوانات وحشی به صورت ورزش مطلوب آنان درآمد. گوشت گوساله و گوسفند زیاد مصرف می‌کردند زیرا از مواشی برای لبنیات و از گاو نر برای شخم زدن و از گوسفند به‌خاطر پشم بیشتر بهره می‌بردند.